# ۷۲۶ (خورشیدی)
۷۲۶ هفتصد و بیست و ششمین سال هجری خورشیدی است.